# Alfabeto lituano
L'alfabeto lituano è l'alfabeto utilizzato per esprimere la lingua lituana.
È costituito da 32 lettere, mutuate dall'alfabeto latino, con l'aggiunta di lettere proprie che servono per esprimere alcuni suoni della lingua lituana.
| A | Ą | B | C | Č | D | E | Ę | Ė | F | G | H | I | Į | Y | J | K | L | M | N | O | P | R | S | Š | T | U | Ų | Ū | V | Z | Ž |
| a | ą | b | c | č | d | e | ę | ė | f | g | h | i | į | y | j | k | l | m | n | o | p | r | s | š | t | u | ų | ū | v | z | ž |

## Suoni

### Vocali
L'alfabeto lituano possiede 12 vocali. In aggiunta alle vocali dell'alfabeto latino, sono presenti specifiche vocali che presentano la codetta, particolare segno diacritico, usato per esprimere vocali lunghe.
| Maiuscolo | A    | Ą  | E    | Ę  | Ė  | I | Į  | Y  | O    | U | Ų  | Ū  |
| Minuscolo | a    | ą  | e    | ę  | ė  | i | į  | y  | o    | u | ų  | ū  |
| IPA       | ɐ ɐː | ɐː | æ æː | æː | eː | i | iː | iː | oː o | u | uː | uː |

### Consonanti
L'alfabeto lituano presenta 20 consonanti con l'aggiunta del digramma Ch che indica una fricativa velare sorda.
| Maiuscolo | B | C  | Č  | D | F | G | H | J | K | L | M | N | P | R | S | Š | T | V | Z | Ž |
| Minuscolo | b | c  | č  | d | f | g | h | j | k | l | m | n | p | r | s | š | t | v | z | ž |
| IPA       | b | ts | tʃ | d | f | ɡ | ɣ | j | k | l | m | n | p | r | s | ʃ | t | ʋ | z | ʒ |